# Šeketino Brdo
Šeketino Brdo – wieś w Chorwacji, w żupanii karlowackiej, w mieście Duga Resa. W 2011 roku liczyła 181 mieszkańców.